# Портрет Василия Дмитриевича Рыкова
«Портрет Василия Дмитриевича Рыкова» — картина Джорджа Доу и его мастерской из Военной галереи Зимнего дворца.
Картина представляет собой погрудный портрет генерал-майора Василия Дмитриевича Рыкова из состава Военной галереи Зимнего дворца.
К началу Отечественной войны 1812 года полковник Рыков был комендантом Главной квартиры Дунайской армии адмирала П. В. Чичагова, отличился в сражении на Березине. Во время Заграничных походов 1813 и 1814 годов был комендантом Главной квартиры армии М. Б. Барклая де Толли, за боевые отличия был произведён в генерал-майоры. Далее он отличился при переправе через Рейн и в первых боях во Франции, находился при взятии Парижа.
Изображён в генеральском мундире, введённом для кавалерийских генералов 6 апреля 1814 года. Слева на груди звезда ордена Св. Анны 1-й степени; на шее крест ордена Св. Владимира 3-й степени; по борту мундира крест прусского ордена Пур ле Мерит; справа на груди крест ордена Св. Георгия 4-го класса, серебряная медаль «В память Отечественной войны 1812 года» на Андреевской ленте, золотой крест «За победу при Прейсиш-Эйлау», бронзовая дворянская медаль «В память Отечественной войны 1812 года» на Владимирской ленте и шитая звезда ордена Св. Иоанна Иерусалимского. С тыльной стороны картины надпись: Rikoff. Подпись на раме: В. Д. Рыковъ 1й, Генералъ Маiоръ.
7 августа 1820 года Комитетом Главного штаба по аттестации Рыков был включён в список «генералов, заслуживающих быть написанными в галерею» и 28 февраля 1823 года император Александр I приказал написать его портрет. Сам Рыков в это время был начальником Бугской уланской дивизии, расквартированной на Украине, а с октября 1823 года состоял по кавалерии без должности и постоянно проживал в Киеве. Неизвестно, приезжал ли он в Санкт-Петербург для позирования художнику или присылал для снятия копии свой портрет-прототип. Аванс Доу был выплачен 16 октября 1826 года, а оставшуюся часть гонорара художник получил 15 января 1828 года. Поскольку Рыков скончался летом 1827 года, велика вероятность того, что портрет был закончен уже после его смерти. Готовый портрет был принят в Эрмитаж 21 января 1828 года. Поскольку предыдущая сдача готовых портретов в Эрмитаж произошла 8 июля 1827 года, то портрет Рыкова считается написанным между этими датами.
В 1840-е годы в мастерской К. Края по рисунку И. А. Клюквина с портрета была сделана литография, опубликованная в книге «Император Александр I и его сподвижники» и впоследствии неоднократно репродуцированная.